# Шадрін Василь Автономович
Василь Автономович Шадрін (23 грудня 1905, село Раєвка Уфимської губернії, тепер Раєвський Альшеєвського району Республіки Башкортостану, Російська Федерація — 23 жовтня 1976, місто Херсон) — радянський діяч, голова виконавчого комітету Сумської обласної ради депутатів трудящих (1948—1950 роки). Депутат та член президії Верховної Ради Башкирської АРСР 1-го скликання. Депутат Верховної Ради СРСР 1-го скликання (з 1941 року). Депутат Верховної Ради УРСР 2-го скликання (з 1949 року).

## Життєпис
Народився в родині робітника-залізничника. У 1919 році закінчив залізничну школу. Трудову діяльність розпочав у 1920 році робітником-вугільником на станції Раєвка. У 1923 році вступив до комсомолу. До 1928 року працював блочником, ремонтним робітником телеграфно-телефонної лінії служби зв'язку станції Раєвка Башкирської АРСР.
Член ВКП(б) з 1928 року.
З 1928 року перебував на профспілковій роботі, був головою спілки сільськогосподарських і лісових робітників. У 1930 році закінчив короткотермінові курси партійного активу у місті Уфі.
У 1930—1931 роках — завідувач організаційного відділу Приютинського районного комітету ВКП(б) Башкирської АРСР. У 1931—1932 роках — секретар партійного колективу суконної фабрики села Нижньо-Троїцьке Туймазинського району Башкирської АРСР. У 1932—1934 роках — секретар Бакалінського районного комітету ВКП(б) Башкирської АРСР. У 1934—1937 роках — секретар партійного комітету Бєлорецького металургійного заводу Башкирської АРСР. Одночасно закінчив факультет особливого призначення із підвищення кваліфікації господарників.
У 1937 — листопаді 1938 року — 1-й секретар Бєлорецького районного комітету ВКП(б) Башкирської АРСР.
У листопаді 1938 — березні 1939 року — слухач курсів Вищої школи партійних організаторів при ЦК ВКП(б).
У березні 1939 — 8 вересня 1944 року — голова виконавчого комітету Орджонікідзевської (Ставропольської) крайової ради депутатів трудящих.
З вересня 1944 по 1945 рік — слухач Вищої школи партійних організаторів при ЦК ВКП(б).
У 1945 (затверджений в березні 1946)—1946 роках — 1-й заступник голови виконавчого комітету Сумської обласної ради депутатів трудящих.
У 1946 — жовтні 1947 року — 3-й секретар Сумського обласного комітету КП(б)У.
У жовтні (затв.) 1947 — січні 1948 року — 2-й секретар Сумського обласного комітету КП(б)У.
У січні 1948 — вересні 1950 року — голова виконавчого комітету Сумської обласної ради депутатів трудящих.
З середини 1960-х роках — начальник Херсонського обласного управління «Укрводбуд».

## Нагороди
- орден Леніна
- два ордени Трудового Червоного Прапора (16.03.1940, 23.01.1948)
- ордени
- медаль «За оборону Кавказу»
- медаль «За перемогу над Німеччиною у Великій Вітчизняній війні 1941—1945 рр.»
- медаль «За доблесну працю у Великій Вітчизняній війні 1941—1945 рр.»
- медалі
- Почесна грамота Президії Верховної Ради Української РСР (23.12.1965)
- заслужений меліоратор Української РСР (12.01.1968)